# Lobovalgus ellenbergeri
Lobovalgus ellenbergeri är en skalbaggsart som beskrevs av Franz Antoine 2002. Lobovalgus ellenbergeri ingår i släktet Lobovalgus och familjen Cetoniidae. Inga underarter finns listade i Catalogue of Life.